# Bohuslav Eliáš
Bohuslav Eliáš (původním jménem Bohuslav Žáček, 6. ledna 1920 Brno – 1. května 2005 Prostějov) byl český pedagog, filozof a překladatel. Ve své regionální práci se věnoval historii Prostějovska.

## Životopis
Studoval filozofii a klasická studia na Filozofické fakultě Masarykovy univerzity v Brně, studium musel přerušit kvůli uzavření vysokých škol nacisty. Ve studiu pokračoval v roce 1945 u prof. J. L. Fischera. S ním odešel jako jeho asistent na nově založenou Univerzitu Palackého, kde se stal prvním doktorem filozofie na této univerzitě. V roce 1950 musel z politických důvodů odejít.
Vyučoval na středních školách, především na Střední všeobecné vzdělávací škole/Gymnáziu Jiřího Wolkera (1956–1959, 1962–1980). Po odchodu důchodu překládal pro ředitelství ČSD.
V roce 1990 byl rehabilitován, vrátil se na Univerzitu Palackého a byla mu udělena stříbrná medaile UP a mohl se aspoň symbolicky vrátit na vysokou školu. Krátce učil latinu na Lékařské fakultě UP.
Věnoval se regionální historii Prostějovska.

## Dílo (výběr)
- Dům na náměstí – první prostějovské vydavatelství novin. Prostějovský týden, 27. 3. 2002, s. 3.
- Historiografie Prostějova. Bibliografický soupis. Prostějov 1968.
- K výročí Národního domu a jeho "oživlé historii". Prostějovský týden, 29. 5. 2002, s. 12.
- O jednom téměř zapomenutém výročí první české reálky. Zřízení české reálky v Prostějově předcházel tábor lidu a deputace k císaři. Prostějovský týden, 31. 7. 2002, s. 18.
- Před 140 lety se narodil známý básník Hané prostějovský lékař a starosta Ondřej Přikryl. Prostějovský týden, 13. 12. 2002, s. 4.
- Stavba gymnázia před sto lety byla poznamenána velkým neštěstím. Prostějovský týden, 14. 11. 2001, s. 12.
- Václav M. J. Havel, jeho "Barrandovská skupina" a její filozof a ideolog. In: Josef Ludvík Fischer. 6. 11. 1984 – 17. 2. 1973. Sborník ze semináře k 105. výročí narození. Olomouc 2001 s. 20–29.